# Volpago del Montello
Volpago del Montello település Olaszországban, Veneto régióban, Treviso megyében. Lakosainak száma 10 033 fő (2023. január 1.). Volpago del Montello Montebelluna, Moriago della Battaglia, Ponzano Veneto, Sernaglia della Battaglia, Trevignano, Crocetta del Montello, Paese, Povegliano és Giavera del Montello községekkel határos.

## Népesség
A település népességének változása:
| Lakosok száma | 10 170 | 10 199 | 10 033 |
|               | 2017   | 2018   | 2023   |